# Макеев, Алексей Сергеевич
Алексей Сергеевич Макеев (укр. Олексій Сергійович Макеєв; род. 25 ноября 1975, Киев) — украинский дипломат. Спецпредставитель МИД Украины по санкционной политике, член международной экспертной группы Ермака-Макфола. С 23 сентября 2022 года — Чрезвычайный и Полномочный Посол Украины в Германии.

## Биография
Родился 25 ноября 1975 года в городе Киеве. Окончил Институт международных отношений Киевского национального университета имени Т.Шевченко. Владеет иностранными языками: английским, немецким, а также говорит на испанском и французском и русском.
С 1996 года — на дипломатической службе в МИДе Украины. Работал в украинских дипломатических представительствах в Швейцарской Конфедерации и в Федеративной Республике Германия.
В 2014 году был назначен политическим директором Департамента политики и коммуникаций Министерства иностранных дел Украины.  
В мае 2020 года министр иностранный дел Украины Дмитрий Кулеба назначил Макеева на созданную должность специального представителя МИД по санкционной политике. Также был Послом по особым поручениям отдела дипломатической работы Министра Главного управления дипломатической работы Министра Директората развития дипломатической службы Министерства иностранных дел Украины.  
23 сентября 2022 года президент Украины Владимир Зеленский подписал указ об утверждении Макеева на должность Чрезвычайного и Полномочного Посла Украины в Германии.

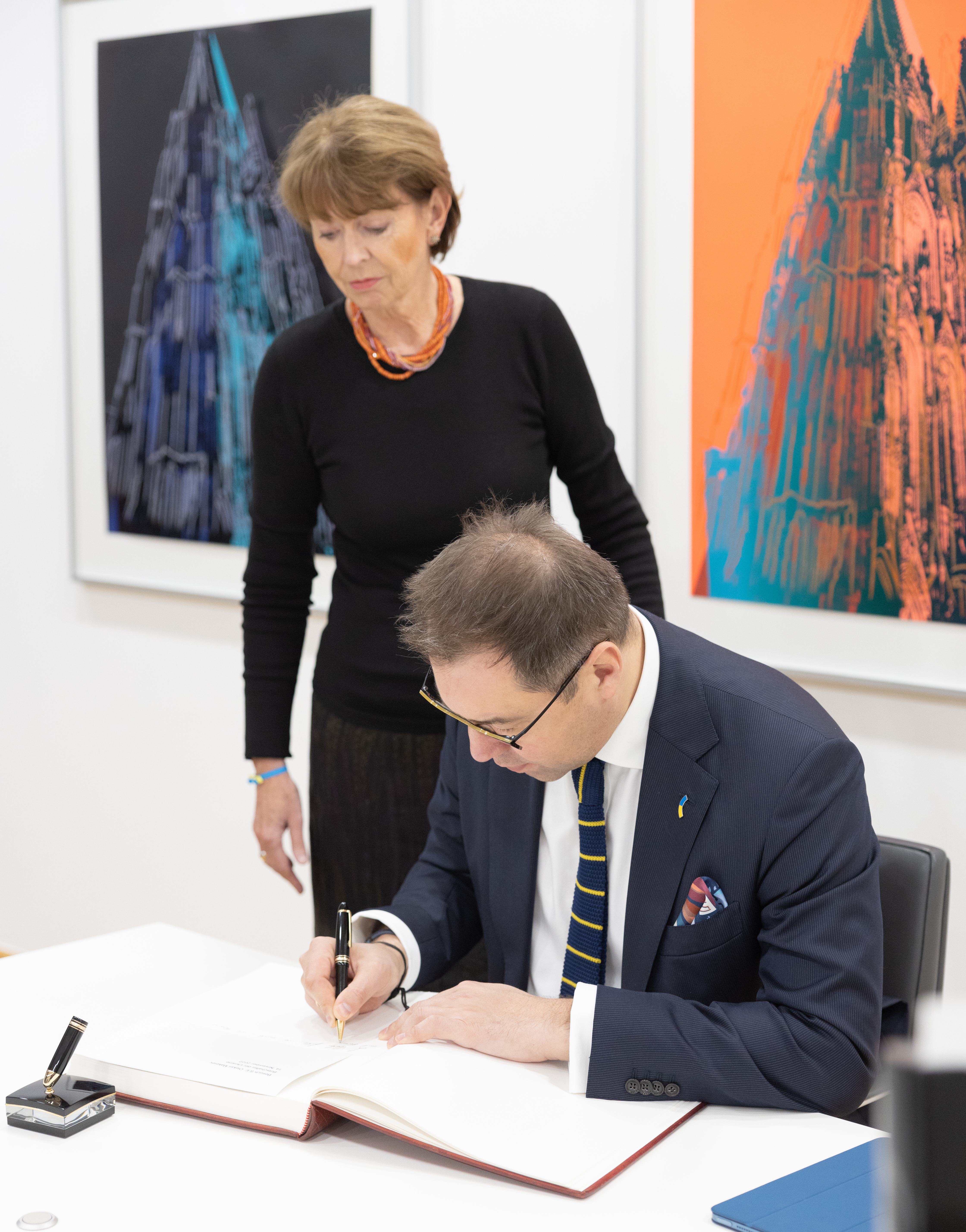
Первый визит посла Украины Алексея Макеева в мэрию Кельна, запись в книге гостей города и краткий обмен мнениями с обер-бургомистром Генриеттой Рекер

## Автор публикаций
Автор ряда публикаций по проблемам международной безопасности и анализу внешнеполитических процессов.
- Как дипломатия соцсетей сохраняет Крым украинским (2017)[15]
- Вес слова в дипломатии: почему войну важно называть войной (2019)[16]
- Крым: аннексированный или оккупированный? (2019)[17]
- Вернуть всех домой: чем последнюю неделю занимался украинский МИД (2020)[18]
- Санкционный фронт: что удалось за 100 дней войны (2022)[19]
- Оккупанты воруют украинское зерно: поимённый список мародёров (2022)[20]
- «Выстрел себе в ногу» и ещё 8 мифов о санкционной политике против Кремля (2022)[21]

## Дипломатический ранг
Чрезвычайный и Полномочный Посланник первого класса (2021).

## Семья
- Жена — Елена Макеева, заместитель министра финансов Украины (2015—2016).
- Дочь — Анастасия, студентка Страсбургского университета[22].